# Клей (окръг, Флорида)
Вижте пояснителната страница за други населени места с името Клей.
Окръг Клей (на английски: Clay County) е окръг в щата Флорида, Съединени американски щати. Площта му е 1668 km², а населението - 140 814 души (2000). Административен център е град Грийн Коув Спрингс. Окръг Клей е кръстен на Хенри Клей, сенатор от Кентъки. Clay е дума на английски, която означава кал, в случая на фамилното име може да се преведе като Калев или Калов.